# 3-я Кавказская казачья дивизия
3-я Кавказская казачья дивизия — кавалерийское соединение в составе российской императорской армии
Штаб дивизии: Владикавказ. Входила в 3-й Кавказский армейский корпус.

## История дивизии

### Боевые действия
- Участвовала в Рава-Русской операции 1914 г.[1] Весной 1917 г. участвовала в Иракском походе 1-го Кавказского кавалерийского корпуса[2].

## Состав дивизии
- 1-я бригада (Ставрополь)
  - 1-й Екатеринодарский кошевого атамана Чепеги полк Кубанского казачьего войска
  - Осетинский конный дивизион
- 2-я бригада (Грозный)
  - 1-й Кизляро-Гребенский генерала Ермолова полк Терского казачьего войска
  - Дагестанский конный полк
- 3-й Кавказский казачий дивизион (Майкоп)
  - 3-я Кубанская казачья батарея (Майкоп)
  - 2-я Терская казачья батарея (Моздок)

## Командование дивизии

### Начальники дивизии
- 05.07.1910-16.04.1917 — генерал-лейтенант Хелмицкий, Павел Людвигович
- 16.04.1917-? — генерал-майор Одинцов, Сергей Иванович

### Начальники штаба дивизии
- 13.07.1910-09.10.1912 — полковник Асеев, Михаил Васильевич[3].
- 01.11.1912-24.07.1915 — полковник Одинцов, Сергей Иванович
- 16.08.1915-19.12.1915 - полковник Косяков, Виктор Антонович
- 31.01.1916-06.05.1917 — подполковник (с 15.08.1916 полковник) Лазарев, Борис Петрович

### Командиры 1-й бригады
- 22.07.1910-19.07.1914 — генерал-майор Фисенко, Николай Иванович
- 04.06.1915-30.10.1916 — генерал-майор Маргания, Малахий Кваджиевич
- 10.12.1916-? — генерал-майор Мальсагов, Сафарбек Товсолтанович

### Командиры 2-й бригады
22.07.1910-26.06.1916 - генерал-майор А.О.Майборода
- 27.08.1913-25.08.1916 — генерал-майор Филимонов, Фёдор Петрович

### Командиры 3-го Кавказского казачьего дивизиона
- 13.07.1910-27.08.1915 — полковник Корсун, Флорентин Дмитриевич
- 26.09.1915 - полковник М.В.Чумаченко